# Caroline Amblard
Pour les articles homonymes, voir Amblard.
Caroline Amblard (née Caroline Vallier le 4 février 1872 à Marseille, où elle est morte le 4 juillet 1939) est une actrice, dramaturge et militante anarcho-syndicaliste française.

## Biographie
Actrice et écrivaine, Caroline Amblard est également la fondatrice de la troupe de théâtre social de Marseille. Elle est notamment la créatrice de la pièce antimilitariste, À travers l’émancipation ouvrière, dont le développement se fait en un seul acte. Cette pièce lui vaut une amende le 10 mars 1913 à la suite d'un arrêt préfectoral interdisant la représentation de pièces antimilitaristes. Elle est responsable, jusqu'à la Première Guerre mondiale, de la relation entre le théâtre social et la Bourse du travail de Marseille qui lui accordait son patronage officiel,.
Elle serait morte après 1929.

### Engagement syndical
Elle est membre du groupe anarchiste Causeries à la Bourse du travail[réf. souhaitée], ouvrière marseillaise en papeterie. Collaboratrice à l'organe de l'Union des chambres syndicales ouvrières UCSO, elle représente les typographes marseillaises aux conférences des bourses du travail tenues à Toulouse en octobre 1910.

## Œuvres
- Logique d'enfant
- « Mère et fille », publié dans L'Ouvrier syndiqué du 1er mai 1912.